# Liste der Universitäten in New York
Liste von Universitäten und Colleges im US-Bundesstaat New York:

## A
- Adelphi University
- Albany College of Pharmacy
- Alfred University

## B
- Bank Street College of Education
- Bard College
- Barnard College
- Bramson ORT College
- Briarcliffe College
- Brooklyn Law School
- Bryant and Stratton

## C
- Canisius College
- Cazenovia College
- City University of New York (CUNY)
  - Baruch College
  - Brooklyn College
  - City College
  - College of Staten Island
  - CUNY Graduate Center
  - CUNY Graduate School of Journalism
  - CUNY Law School
  - Hunter College
  - John Jay College of Criminal Justice
  - Lehman College
  - Medgar Evers College
  - New York City College of Technology
  - Sophie Davis School of Biomedical Education
  - Queens College
  - York College
- Clarkson University
- Colgate University
- College of Aeronautics
- College of Mount St. Vincent
- College of New Rochelle
- College of Saint Rose
- Columbia University
- Concordia College
- The Cooper Union for the Advancement of Science and Art
- Cornell University
  - Weill Medical College

## D
- Daemen College
- Davis College
- DeVry University
- Dominican College
- Dowling College
- D’Youville College

## E
- Elmira College
- Excelsior College

## F
- Five Towns College
- Fordham University

## H
- Hamilton College
- Hartwick College
- Hilbert College
- Hobart and William Smith Colleges
- Hofstra University
- Houghton College

## I
- Iona College
- Ithaca College

## J
- Jamestown Business College
- The Juilliard School

## K
- Keuka College

## L
- Le Moyne College
- Long Island University
  - Arnold and Marie Schwartz College of Pharmacy and Health Sciences
  - Long Island University Brentwood Campus
  - Long Island University Brooklyn Campus
  - Long Island University C. W. Post Campus
  - Long Island University Rockland Graduate Campus
  - Southampton College
  - Long Island University Westchester Campus

## M
- Manhattan College
- Manhattan School of Music
- Manhattanville College
- Marist College
- Marymount Manhattan College
- Medaille College
- Mercy College
- Metropolitan College of New York
- Molloy College
- Monroe College
- Mount Saint Mary College

## N
- Nazareth College
- The New School
  - Eugene Lang College
  - Mannes College of Music
  - The New School for Social Research
  - Parsons School of Design
- New York College of Podiatric Medicine
- New York Institute of Technology
- New York Law School
- New York Medical College
- New York University
  - Icahn School of Medicine at Mount Sinai
  - New York University Tandon School of Engineering
  - Stern School of Business
- Niagara University

## P
- Pace University
- Parsons School of Design
- Paul Smith’s College
- Pratt Institute

## R
- Rensselaer Polytechnic Institute
- Roberts Wesleyan College
- Rochester Institute of Technology
- Rockefeller University

## S
- The Sage Colleges
  - Russell Sage College
  - Sage College of Albany
  - Sage Graduate School
- St. Bonaventure University
- Saint Francis College
- St. John Fisher College
- St. John’s University
- St. Joseph’s College
- St. Lawrence University
- St. Paul University
- St. Thomas Aquinas College
- St. Vladimir’s Orthodox Theological Seminary
- Sarah Lawrence College
- School of American Ballet
- School of Visual Arts
- Siena College
- Skidmore College
- State University of New York (SUNY)
  - University at Albany
  - Alfred State College
  - Binghamton University
  - University at Buffalo
  - Buffalo State College
  - Empire State College
  - Health Science Center Syracuse
  - State University of New York at Brockport
  - State University of New York at Cobleskill
  - State University of New York at Cortland
  - State University of New York at Delhi
  - State University of New York Downstate Medical Center
  - State University of New York at Farmingdale
  - State University of New York at Fredonia
  - State University of New York at Geneseo
  - State University of New York at Morrisville
  - State University of New York at New Paltz
  - State University of New York at Old Westbury
  - State University of New York at Oneonta
  - State University of New York at Oswego
  - State University of New York at Plattsburgh
  - State University of New York at Potsdam
  - State University of New York at Purchase
  - State University of New York at Stony Brook
  - State University of New York College of Environmental Science and Forestry
  - State University of New York Institute of Technology
  - State University of New York Maritime College
  - SUNY State College of Optometry
- Syracuse University

## T
- Touro College

## U
- Union College
- United States Merchant Marine Academy
- United States Military Academy (West Point)
- University of Rochester
- Utica College

## V
- Vassar College
- Vaughn College of Aeronautics & Technology

## W
- Wagner College
- Webb Institute
- Wells College

## Y
- Yeshiva University
  - Albert Einstein College of Medicine
  - Benjamin N. Cardozo School of Law